# Jezioro Kamińskie
Jezioro Kamińskie – jezioro położone na terenie Parku Krajobrazowego Puszcza Zielonka, niedaleko wsi Kamińsko w województwie wielkopolskim.
Jest to jezioro rynnowe, usytuowane w rynnie subglacjalnej biegnącej od strony północno-zachodniej, w kierunku południowo-wschodnim. Linia brzegowa tylko częściowo dostępna, w niektórych miejscach zabagniona. Poziom lustra wody niestabilny (od lat 70. XX w. do 2000 r. obniżył się o 2,4 m). Połączone rowem z Jeziorem Czarnym i jeziorem Pławno, tworzy zlewnię bezodpływową.
Nad jeziorem znajdują się „Mokradła nad jeziorem Kamińsko” o powierzchni 5,57ha - jeden z użytków ekologicznych Parku Krajobrazowego Puszcza Zielonka.
Nad jeziorem Kamińskim znajdują się pole namiotowe i kąpielisko niestrzeżone, a w okolicy szlaki rowerowe i piesze.

## Galeria

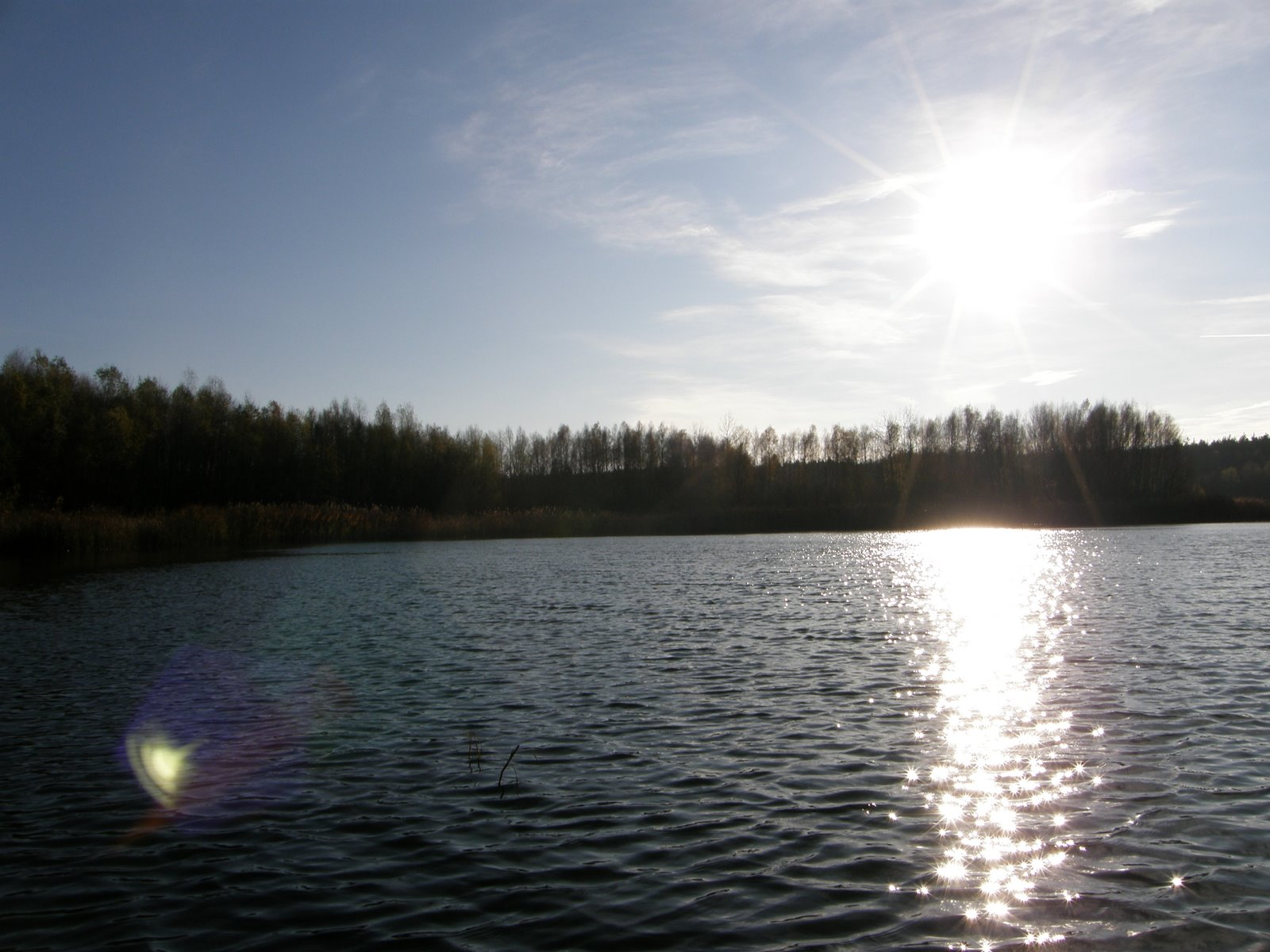
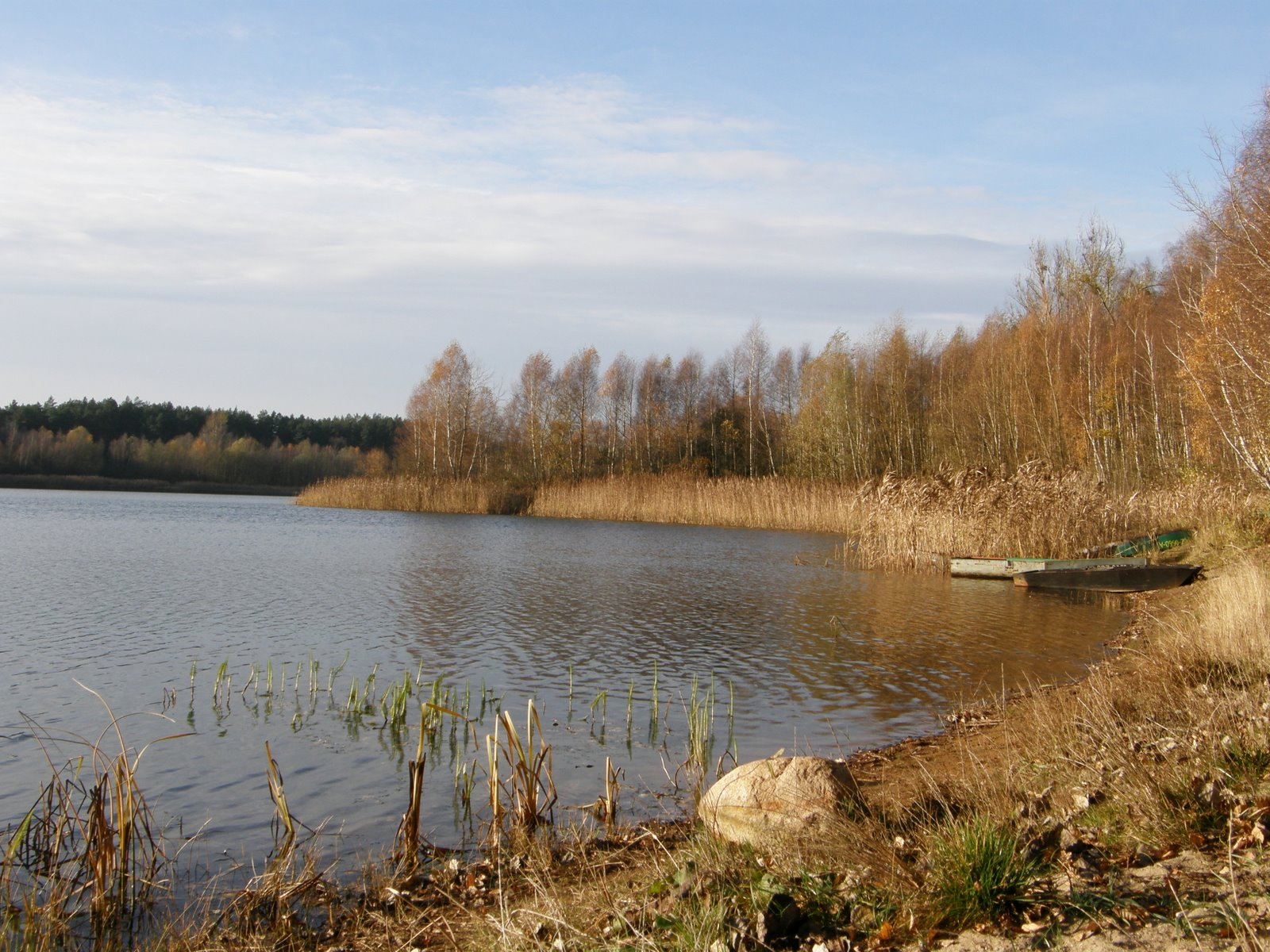
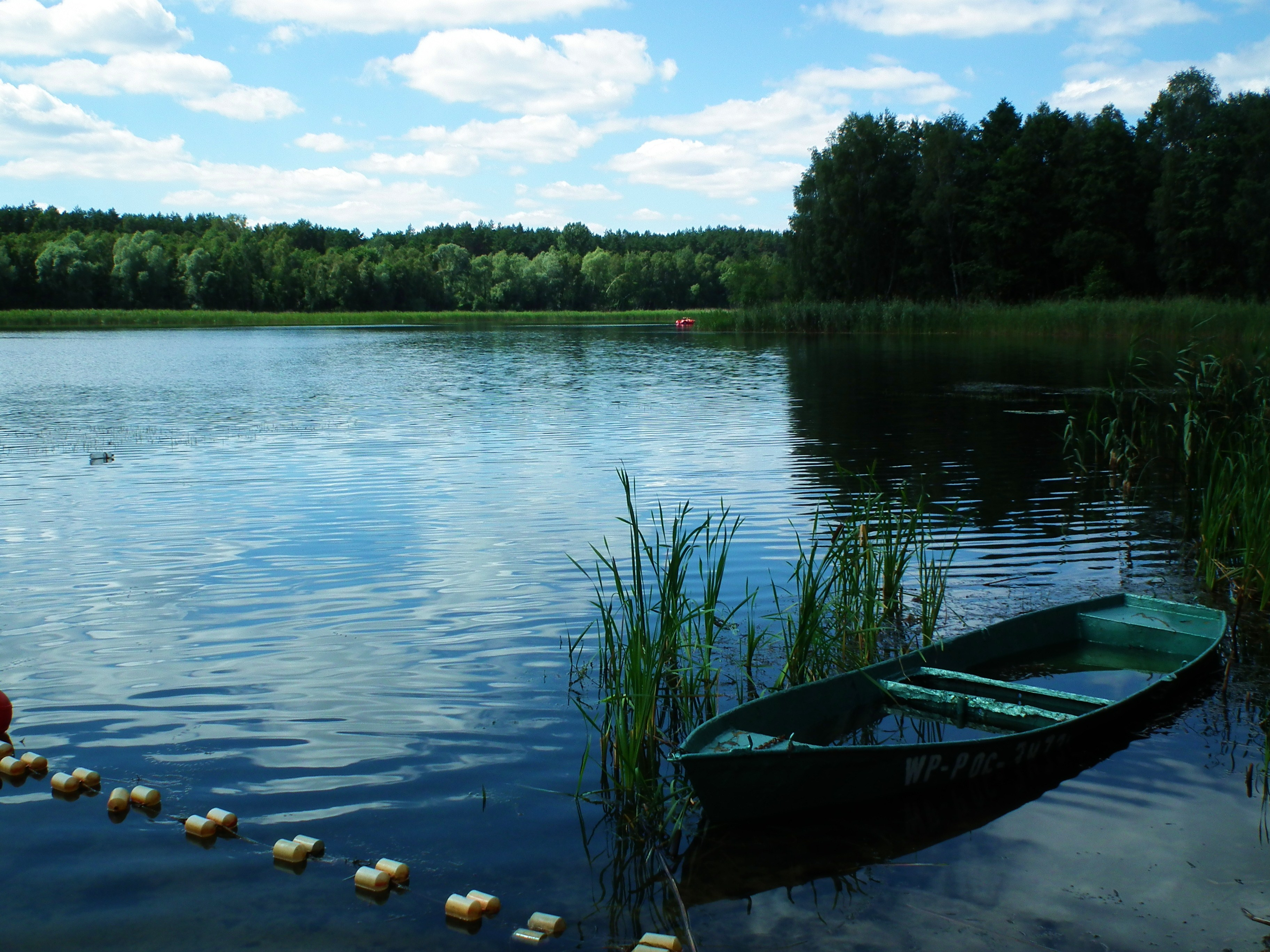